# بيرويك-أبون-تويد (دائرة انتخابية في المملكة المتحدة)
بيرويك-أبون-تويد (بالإنجليزية: Berwick-upon-Tweed)‏ هي إحدى الدوائر الانتخابية في المملكة المتحدة الممثلة في مجلس العموم في برلمان المملكة المتحدة.
عضو البرلمان الذي يمثلها حالياً هو :Rt Hon Alan Beith (LD).